# Lars Morell
Lars Morell (født 9. december 1956) er en dansk idehistoriker og forfatter.
Morell har arbejdet 16 år på Aarhus Universitet, de første to på Institut for idéhistorie, resten på Romansk Institut. Omkring år 2000 besluttede han sig for at ernære sig som forfatter. Han skriver om emner inden for kunst.
Flere af Morells bøger er oversat til engelsk, bl.a. The Brotherhood: The Experimenting Art School (Copenhagen 1961–1969) (udgivet 2016) samt The Art of Asger Jorn (udgivet 2017) som er en gennemgang af den danske kunstner Asgers Jorns kunstneriske produktion.
For den bredere offentlighed blev Lars Morell i 2018 kendt som den uortodokse hovedkarakter i dokumentarfilmen De originale, instrueret af Stig Guldberg.
Tidligere havde Morell medvirket i den danske TV-serie i otte dele "Morell & Malerne", der sendtes i efteråret 2016.